# Kolem půlnoci
Kolem půlnoci (v originále Round Midnight) je americko-francouzský hraný film z roku 1986, který režíroval Bertrand Tavernier podle knihy La Danse des infidèles Francise Paudrase. Snímek měl světovou premiéru na filmovém festivalu v Benátkách.

## Děj
Dale Turner je afroamerický saxofonista, který žil v Paříži v 50. letech v hotelu La Louisiana. Spřátelí se s francouzským kreslířem Francisem Borlerem, který se ho snaží dostat z alkoholismu.

## Obsazení
| Dexter Gordon        | Dale Turner, saxofonista    |
| François Cluzet      | Francis Borler              |
| Lonette McKee        | Darcey Leigh                |
| Christine Pascal     | Sylvie                      |
| Herbie Hancock       | Eddie Wayne                 |
| Bobby Hutcherson     | Ace                         |
| Pierre Trabaud       | Francisův otec              |
| Frédérique Meininger | Francisova matka            |
| Liliane Rovère       | Madame Queen                |
| Ged Marlon           | Beau                        |
| Benoît Régent        | psychiatr                   |
| John Berry           | Ben                         |
| Martin Scorsese      | Goodley                     |
| Philippe Noiret      | Redon                       |
| Alain Sarde          | Terzian                     |
| Eddy Mitchell        | opilec v baru Blue Note     |
| Marcel Zanini        | účinkující v baru Blue Note |

## Ocenění
- César: nejlepší filmová hudba (Herbie Hancock), nejlepší zvuk (Bernard Leroux, Claude Villand, Michel Desrois a William Flageollet); nominace v kategoriích nejlepší střih (Armand Psenny) a nejlepší výprava (Alexandre Trauner)
- Oscar: nejlepší filmová hudba (Herbie Hancock); nominace na nejlepšího herce (Dexter Gordon)

- Zlaté glóby: nominace v kategoriích nejlepší herec (Dexter Gordon) a nejlepší hudba (Herbie Hancock)